# Бернінабан

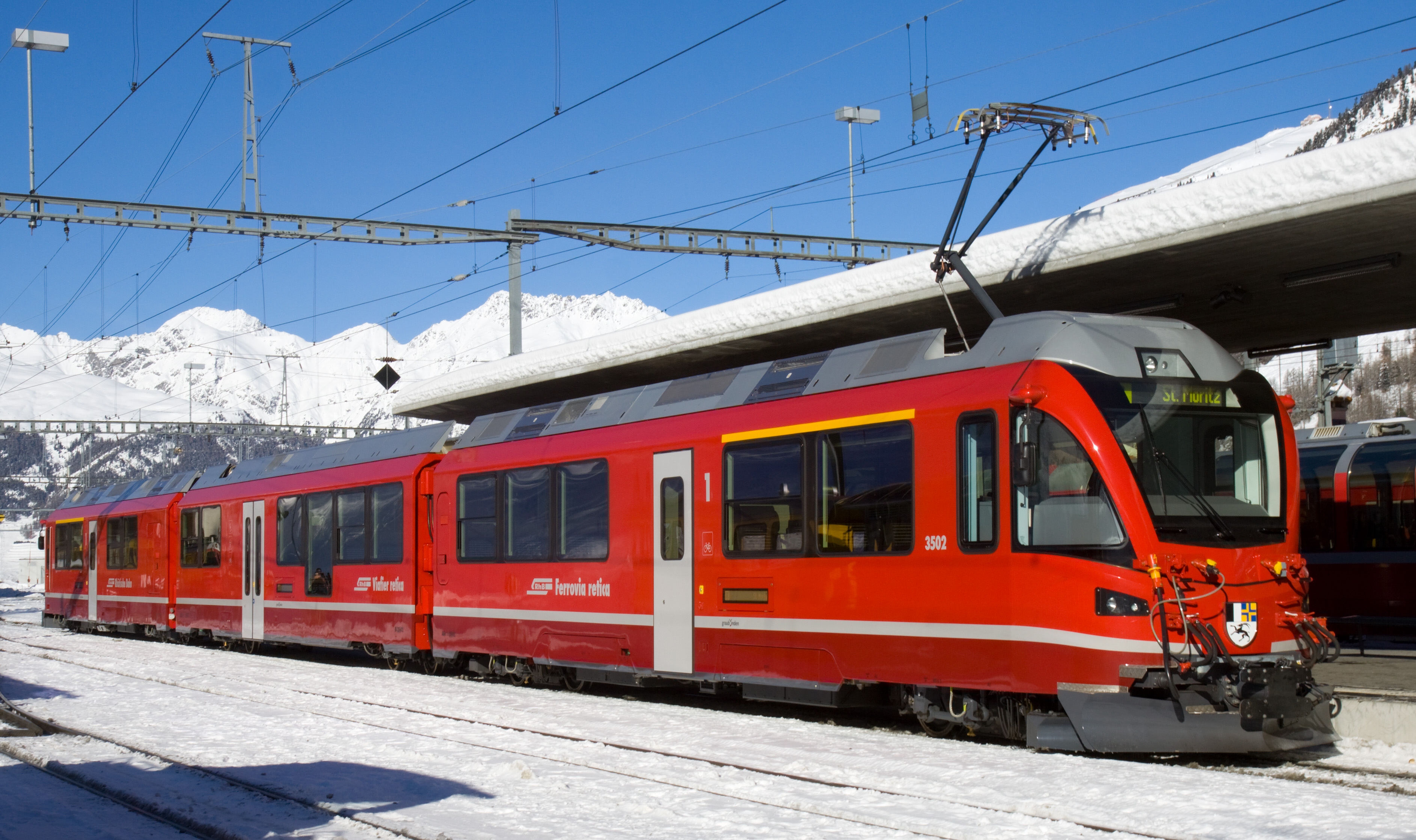
2010: новий Allegra у Понтрезіна

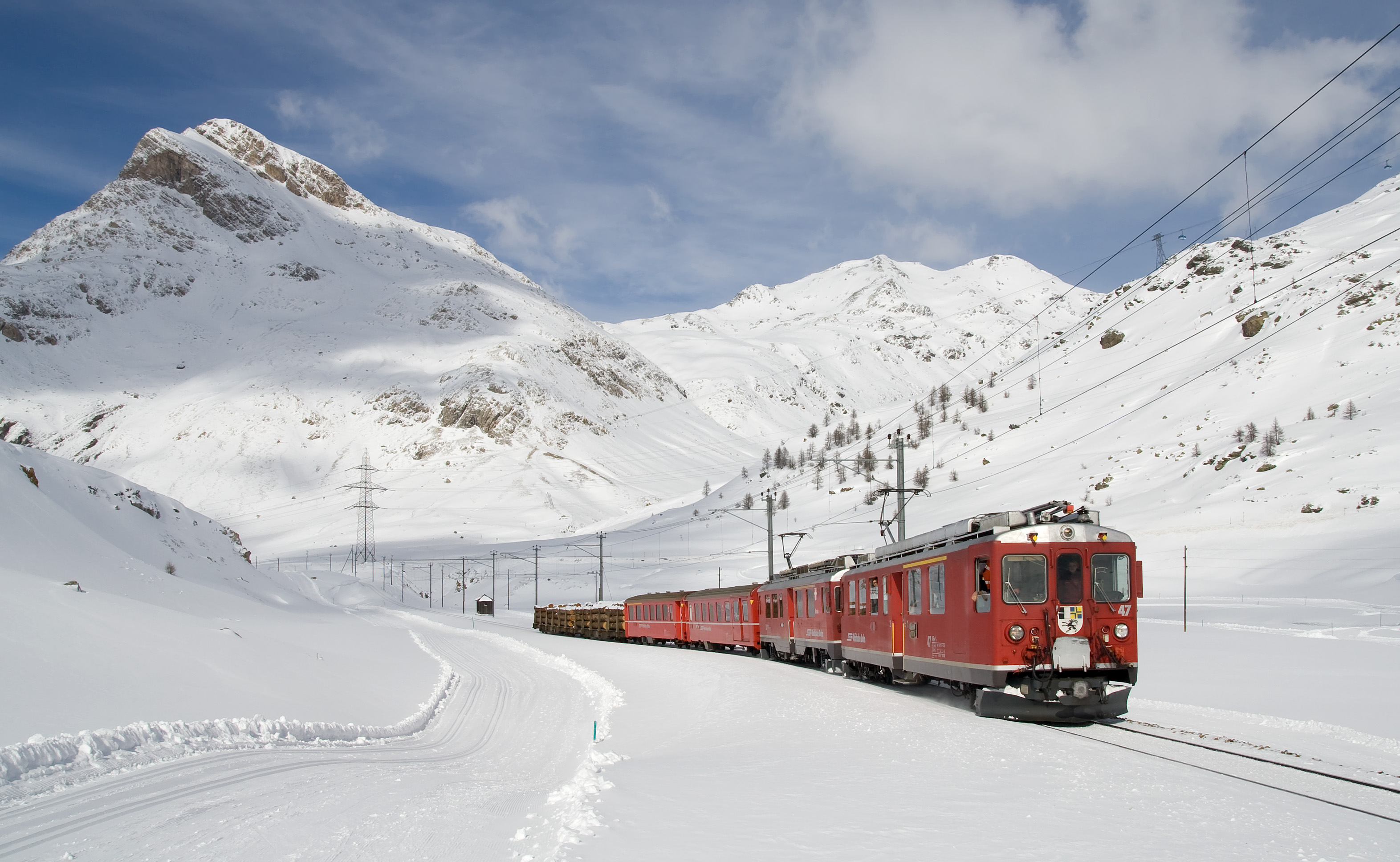

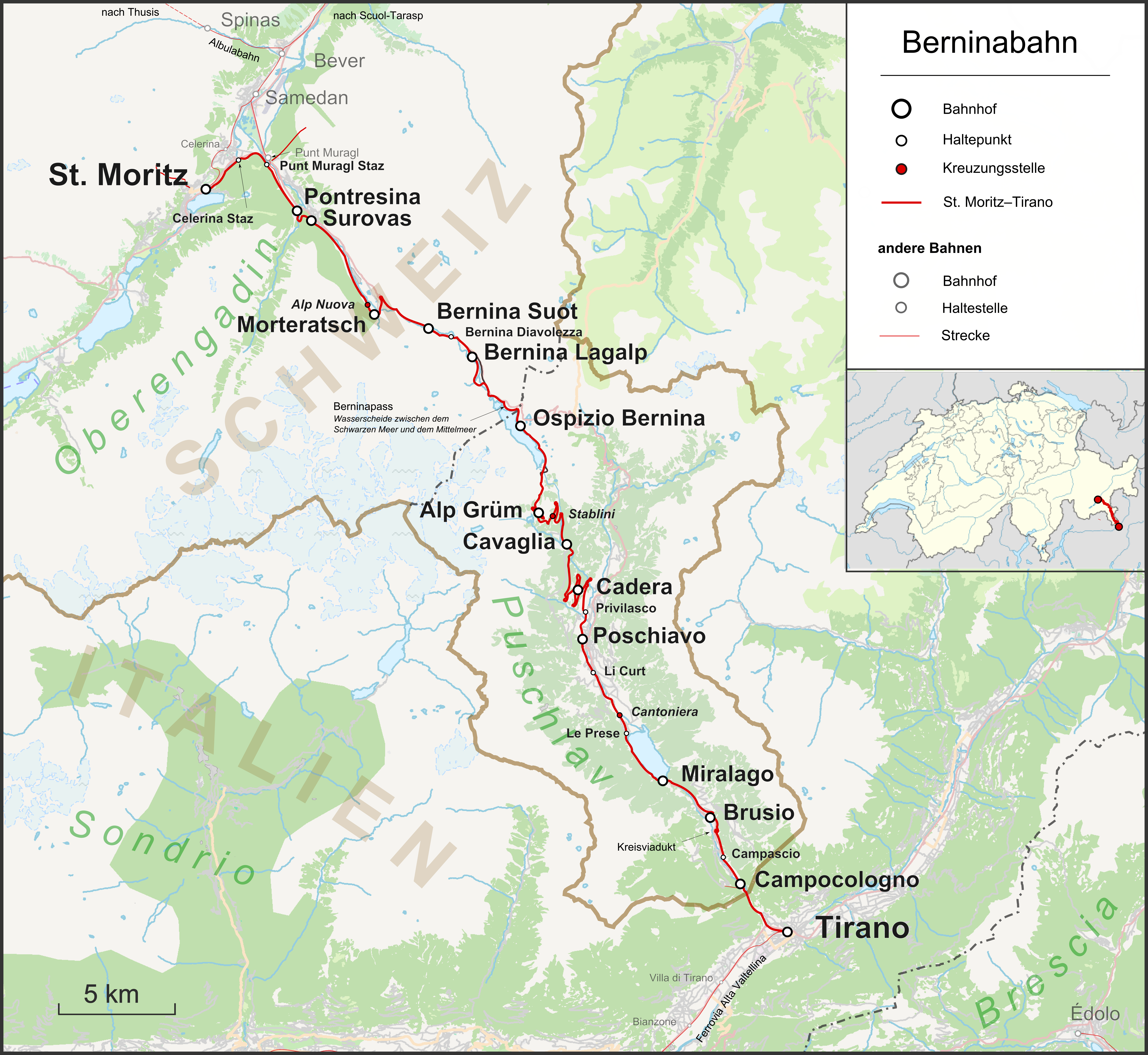
Схема Бернінабану

46°24′32″ пн. ш. 10°01′11″ сх. д. / 46.408889° пн. ш. 10.019722° сх. д.
Бернінабан (нім. Berninabahn, італ. Ferrovia del Bernina) — одноколійна вузькоколійна (1000 мм) залізниця, частина Ретийської залізниці (RhB). Сполучення міста Санкт-Моріц в кантоні Граубюнден, Швейцарія і Тірано, в провінції Сондріо, Італія, через перевал Берніна. Долаючи висоту 2253 метрів над рівнем моря, це найвищий залізничний перевал в Європі і третя за висотою залізниця в Швейцарії. Електрифікована — 1000 V постійного струму.
7 липня 2008 року, залізничні лінії Берніна і Альбула (також є частиною RhB), були включені в список пам'ятників Всесвітньої спадщини ЮНЕСКО, під назвою Ретійська залізниця в культурному ландшафті Альбули і Берніни.
Найвідоміший поїзд — Берніна-Експрес.

## Історія
У 1904 році, в рік закінчення будівництва залізничної лінії Альбулабан, була заснована компанія Bernina-Bahngesellschaft (BB).
1 липня 1908 року BB відкриває ділянки лінії між Понтрезіна і Мортератск і між Тірано і Поскьяво; 18 серпня того ж року — між Понтрезіна і Селерина. 1 липня 1909 року лінія продовжена від Селерина до Санкт-Моріца і від Мортератск до Берніна Суот. 5 липня 1910 року лінія відкривається повністю, після завершення складної ділянки між Берніна Суот і Поскьяво. Лінія була електрифікована з самого початку. У 1935 році напруга була збільшена з 750 до 1000 вольт.
Спочатку, Бернінабан була призначена для використання тільки в літній час, але у 1913/14 ВВ розпочато зимові операції, також. Розвиток лінії мав великі проблеми, пов'язаних з погодою, вимагаючи подальше будівництво протилавинних бар'єрів.
У перші роки свого існування, ВВ весь час був на межі банкрутства. Витрати на будівництво лінії, на 1915 склали близько 15 млн швейцарських франків. Навіть поява вагону-ресторану у 1928 році, і спеціальних пропозицій для туристів, не змогли врятувати залізницю від банкрутства. Через складну фінансову ситуацію, контрольний пакет акцій перейшов у власність до Ретийської залізниці у 1943 році.
RhB модернізувала лінію докорінно, врахвуючи стратегічне розташування залізниці і повністю оновили колію на вершині перевалу.
З середини 1980-х років RhB рекламує природні і технічні пам'ятки Бернінабану спеціально для туристів. У жовтні 2011 року, вона стала першою залізничною лінією в світі, сфотографованою для Google Street View

## Опис
Санкт-Моріц — кінцева станція для обох залізничних ліній Бернінабан і Альбулабан, але так як на них використовуються різні системи електрифікації, вони обслуговуються з різних платформ. Від Санкт-Моріца лінія прямує на схід, перетинаючи річку Інн по 64-метровому віадуку і проходячи через 689-метровий (найдовший на всій лінії) Харнадюра тунель ІІ. Наступна станція, Целерина Штац, (1,716 м над рівнем моря) — найнижча точка на північній стороні перевалу Берніна. Звідти до Оспіціо Берніна, лінія піднімається майже безперервно. Після повернення до берега Інна лінія досягає маленької станції Пунт Мурагль Штац, де розташована нижня станція фунікулера, що сполучає з Муоттас Мурагль, відкритого у 1907 році.
Наступна станція Понтрезіна, так само як і Санкт-Моріц, двосистемна. Енгадінбан від Самедан (має живлення 11 kV змінного струму) використовує колії з 1 по 3, тоді як Бернінабан — з 3 до 7. На колії 3 відбувається зміна локомотивів для популярного Берніна-Експрес, який прямує між Куром або Давос-Плац і Тірано.
Далі лінія повертає на південний схід. Після перетину Розегбах (Rosegbach), вона проходить через станцію Зурофас, перетинає Бернінабах (Berninabach), досягає станції Мортерач, близько 2 км нижче краю льодовика Мортерач. Після прямує Кривою Монтебелло, лінія виходить на дорогу через перевал. Залізниця і дорога звідси прямують разом до Оспіціо Берніна. Наступні станції Дьяволецца і Берніна Лагальб; обидві — нижні станції канатних доріг.
На наступному перегоні (що є наймальовнічиший на північ від перевалу) лінія перетинає Бернінабах 37-метровим Нижньо-Бернінабахським мостом і прямує західним берегом річки де перетинає Арласбах (Arlasbach), притоку Бернінабах. Верхньо-Бернінабахським мостом, залізниця повертається на східний берег річки. Далі прямує 175-метровою галереєю Арлас, яка забезпечує захист від снігових заметів. На південно-західній стороні розташовуються невеликі озера Lej Pitschen й Lej Nairp. Безпосередньо за ними височить гребля водосховища Лаго Б'янко, що заввишки — 15 м і завдовжки — 283 м, яка також є вододілом між річками Дунай і По.
Далі залізниця прямує східним берегом водосховища, і в Оспиціо Берніна, досягає своєї найвищої точки — 2256 м над рівнем моря. Залізниця Берніна, таким чином, найвища залізнична лінія в Альпах, що працює як громадська залізниця з цілорічним рухом. Ділянка звідси до Поскьяво особливо сильно страждає від хуртовин, багато інженерних споруд були зведені для захисту від них: 140-метрова галерея Скала, 192-метровий тунель Скала, 348-метрова галерея Сассаль Мазон, і 54-метровий тунель Драго. Після галереї Грюм, розташована станція Альп Грюм, остання станція перед італійським мовним кордоном. Звідси, лінія спускається серпантином з ухилом до 7 %, вниз, в долину Поскьяво. Те, що це відбувається без допомоги зубчастої передачі, робить Бернінабан однією з найкрутіших залізниць в світі.
Відразу за станцією Аль Грюм, лінія проходить через вигин під 180°, і проходить нижче Альп Грюм через Верхню галерею Палю. Наступний поворот під 180°, вона проходить в тунелі Палю, і виходить через Нижню галерею Палю. Чотирма напівкруглими петлями нижче лінія досягає станції Кавалья. З 2000 року, побудований новий автоматичний роз'їзд Стабліні між Альп Грюм і Кавалья. Далі серпантином залізниця прямує від Кавалья в долину через Кадера до Привіласко. Звідти, лінія досягає долини Поскьяво. У Поскьяво вона, зустрічається ще раз з дорогою через перевал Берніна. На прохання місцевих жителів, станція Поскьяво була побудована за межами села. На ній розташовані депо і ремонтні майстерні, де зберігаються кілька історичних вагонів. Перегон завдовжки 17 км до Тірано побудована на кшталт інтерурбану або трамвай-поїзд . Після зупинного пункту Лі Курт, зведеного тільки у 1977 році, лінія проходить по вулиці в селі Ле Прес. Між Ле Прес і Міралаго лінія проходить берегом озера Лаго ді Поскьяво, висота дзеркала озера над рівнем моря — 965 м.
Після Брусіо, залізниця прямує через Спіральний віадук в Брусіо. Після віадука наступний зупинний пункт в селі Кампашо. За прикордонної станцією Кампоколоньо лінія переходить на територію Італії, і, після перетину головної площі в Тірано, досягає кінцевої станції. Тут Бернінабан зустрічається з лінією (що є стандартної ширини) італійської державної залізничної компанії Rete Ferroviaria Italiana (RFI) яка пов'язує Тірано з Міланом.

## Рухомий склад та експлуатація
На середину 2010-х Бернінабан використовує наступні класи локомотивів: 15 шт RhB ABe 8/12; 6 шт — RhB ABe 4/4 III і 2 шт RhB Gem 4/4 які можуть працювати без електричного живлення, завдяки дизель-генератору (другий двигун).
Деякі вантажні вагони додаються в пасажирські потяги до досягнення максимального ваги поїзда в 140 тонн. З міркувань безпеки, через наявність небезпечних вантажів, інші вантажні вагони об'єднуються в окремі вантажні поїзди . Незважаючи на те, що спочатку Бернінабан була побудована тільки для туристичного руху, тепер по ній перевозиться значна кількість вантажів, в основному це мазут, паливо і деревина . Крім того, підприємства долини Поскьяво обслуговують частково залізницею. Пасажирські поїзди ходять раз на годину в кожному напрямку.
Взимку використовуються паровий роторний снігоочисник 1913 року, два електричних роторних снігоочисника 1968 року, а також два сучасних снігоочисника 2010 року. Їх робота привертає залізничних ентузіастів з усього світу.
У зв'язку з небезпекою сходу лавин залізниця розробила незвичайну процедуру для видалення цих небезпек. В кінці зими, коли ризик сходження лавини високий, артилерія обстрілює схили гір, щоб контролювати виникнення лавин.

### Біблографія
- Gion Caprez, Peter Pfeiffer: Die Goldenen Jahre der Berninabahn. AS Verlag & Buchkonzept AG, Zürich 2000, ISBN 3-905111-48-9.
- Mit der Rhätischen Bahn von St. Moritz nach Tirano. A photographic description of probably one of the most beautiful alpine railways. Published by BahnGalerie. FotoReise-CD [Архівовано 3 березня 2016 у Wayback Machine.] Bernina 2002.
- Christian Tarnuzzer: Die Bernina-Bahn. Illustrated with original photographs by D. Mischol, with a 1:100,000 map of the Bernina Railway. Ebner & Cie, Chur und St. Moritz. [1909]
- Paul Caminada: «Der Bau der Rhätischen Bahn», Orell Füssli Verlag, Zürich, 1980.
- Andrea Tognina: Arbeiter am Bernina. Sozialgeschichte eines Bahnbaus, 1906—1910, Chur, Desertina, 2010; Andrea Tognina: Gli operai del Bernina. Storia sociale di un cantiere ferroviario, Coira, Desertina, 2010).

### Аудіо-відео матеріали
- «Von Pontresina, Oberengadin, nach Bernina Hospiz», Welt-Kinematograph, Freiburg i. Br., Germany 1909 or 1910.
- «Mit der Berninabahn», Welt-Kinematograph, Freiburg i. Br., Germany 1910.
- «Le Ferrovie del Bernina», Pasquali e C., Turin, Italy 1911.
- «The Bernina Railway (Switzerland)», Urbanora, Great Britain 1912.
- «La Ferrovia del Bernina», Regie: Giovanni Vitrotti, Società Anonima Ambrosio, Turin, Italy 1913.
- «Europe's Winter Playground», Director: Frederick Burlingham, British & Colonial Kinematograph Company, Great Britain 1913.
- «Dallo Spluga al Bernina», Luca Comerio, Milan, Italy 1914.
- «Eine Fahrt mit der Bernina-Bahn (Schweiz)», Sascha-Filmfabrik, Vienna, Austria 1914.
- The TV program «Die schönsten Bahnstrecken Europas[de]», which was shown on Germany's ARD network (see also Das Erste[de]), included a cab ride on the Bernina Railway.